# Mióza

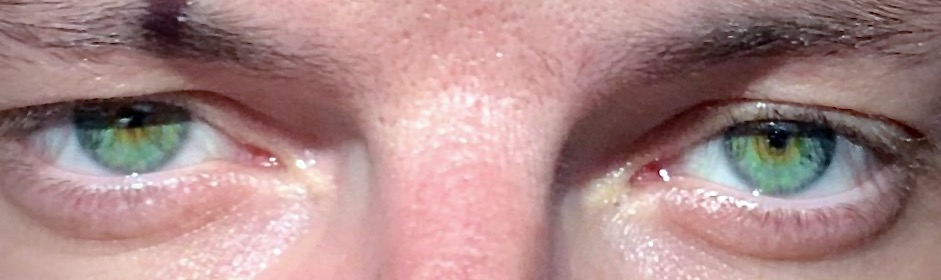
Mióza způsobená opiáty

Mióza znamená zúžení zornice (pupily) lidského oka. Mění množství světla, které dopadá na sítnici, zvýší hloubku ostrosti a usnadňuje odtok komorové vody do Schlemmova kanálu. Zprostředkovává m. sphincter pupillae, inervovaný parasympatikem z Edingerova–Westphalova jádra. Dochází k němu reflexivně, ale může být také vyvoláno zdravotními problémy, léky nebo toxiny.
Opakem miózy je mydriáza – rozšíření zorničky.